# Liste de ponts de la Haute-Marne
Il s'agit de recenser des ponts en Haute-Marne importants à différents titres.

## Ponts de longueur supérieure à 100 m

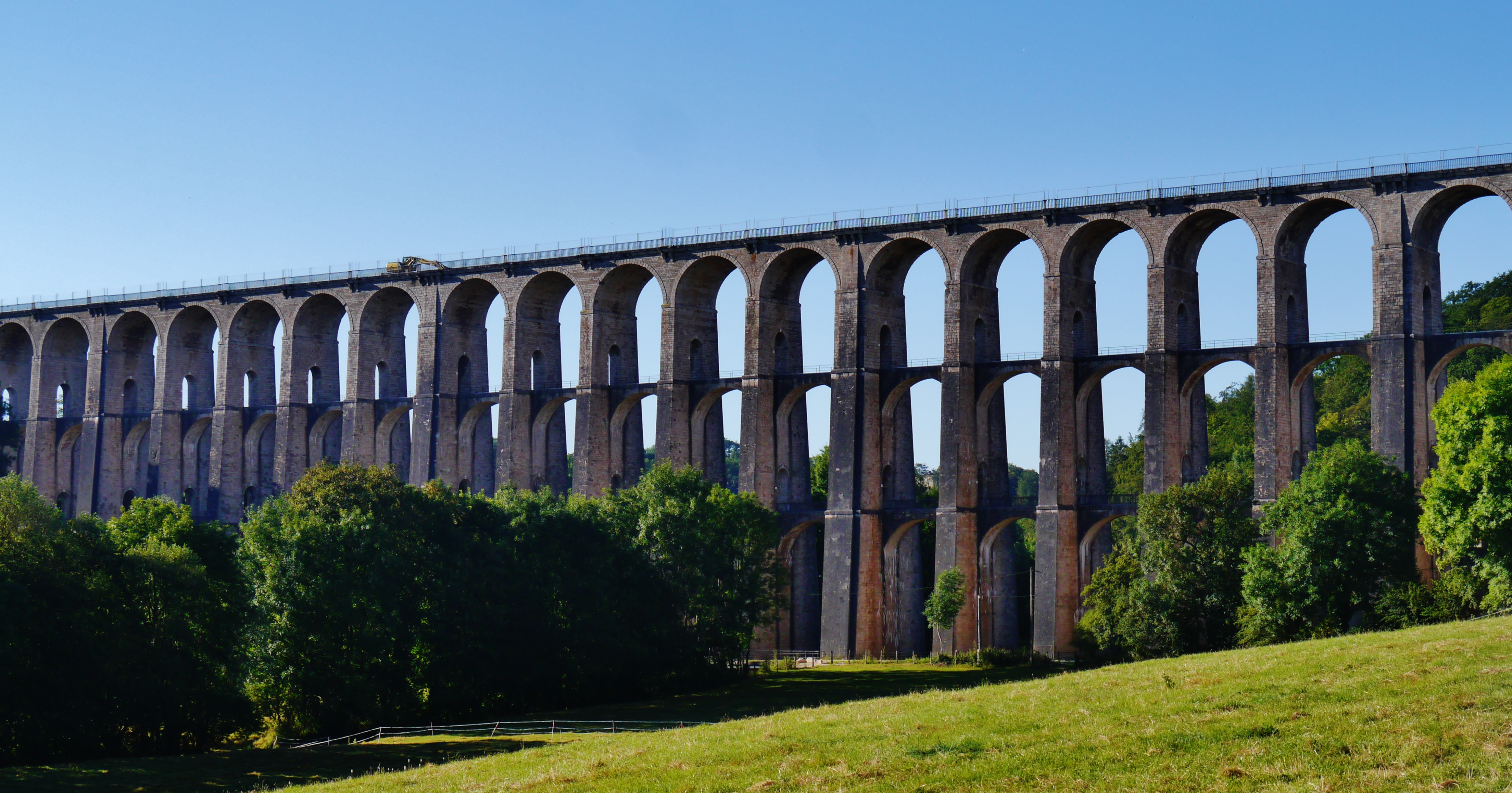
Le viaduc de Chaumont en juillet 2016

Les ouvrages de longueur totale supérieure à 100 m du département de la Haute-Marne sont classés ci-après par gestionnaires de voies.

### Chemin de fer
- Viaduc de Chaumont d'une longueur de 600 m sur la ligne de Paris-Est à Mulhouse-Ville.

### Routes nationales
- Viaduc de Marnaval d'une longueur de 598 m sur la RN 4 (contournement de Saint-Dizier).

## Ponts de longueur comprise entre 50 m et 100 m
Les ouvrages de longueur totale comprise entre 50 et 100 m du département de la Haute-Marne sont classés ci-après par gestionnaires de voies.

## Ponts présentant un intérêt architectural ou historique
Les ponts de la Haute-Marne inscrits à l’inventaire national des monuments historiques sont recensés ci-après.
- Pont sur la Meuse - Bourmont - XXe siècle
- Pont ancien de cinq arches en pierre - Brainville-sur-Meuse - XVIIIe siècle
- Pont XIXe siècle en pierre de trois arches - Cirey-sur-Blaise - XIXe siècle
- Pont enjambant la Marne - Condes - XIXe siècle
- Pont du XVIIIe siècle en pierre de cinq arches - Dommarien - XVIIIe siècle
- Pont de Doulaincourt - Doulaincourt-Saucourt - XVIIIe siècle
- Pont ancien de trois arches en pierre - Grandchamp - XVIIIe siècle
- Pont dit « le Poncelot » - Joinville
- Pont XVIIIe siècle enjambant la Suize - Marac - XVIIIe siècle
- Pont ancien de trois arches en pierre - Neuilly-sur-Suize - XIXe siècle
- Pont gallo-romain - Outremécourt - Gallo-romain
- Pont ancien de pierre de trois arches - Poulangy - XVIIIe siècle ; XIXe siècle
- Pont dit "Pont Romain" - Rolampont -
- Pont gallo-romain - Sommerécourt - Gallo-romain
- Pont de trois arches - Verbiesles - XVIIIe siècle ; XIXe siècle
- Pont de trois arches - Voisines - XIXe siècle

## Sources
Base de données Mérimée du ministère de la Culture et de la Communication.